# Miguel Mendoza (Fußballspieler)
Miguel Antonio Pangcog Mendoza (* 2. März 1999 in Quezon City) ist ein philippinisch-kanadischer Fußballspieler.

## Karriere

### Verein
In seiner Jugend spielte er für die Mannschaft des Pacific Elite Soccer Institute in Kanada und wechselte von dort im Januar 2017 nach Deutschland zum JFV Bremerhaven. Zum Start des Jahres 2018 wurde er dann Teil des Kaders der Landesliga-Mannschaft von BW Bornreihe und kam dort am 21. März 2018 dann bei einem 2:0-Sieg über die TuS Harsefeld zum ersten Mal zum Einsatz. Nach dem Ende der laufenden Saison verblieb er dann noch eine weitere bei der Mannschaft und schloss sich im Sommer 2019 dann der Oberliga-Mannschaft des TB Uphusen an. Dort hatte er dann auch direkt am 1. Spieltag bei einem 2:1-Sieg über Kickers Emden sein Debüt. In der Spielzeit 2019/20 kam er jedoch nur noch bis zum 9. Spieltag zum Einsatz und wurde danach nicht mehr eingesetzt. Seine Zeit bei Uphusen endete dann auch ohne direkten Anschlussvertrag nach der Saison mit einer Rückkehr nach Kanada, bedingt durch den Lockdown aufgrund der COVID-19-Pandemie, befand er sich sowieso schon dort.
Anfang Februar 2023 fand er bei Stallion Laguna auf den Philippinen dann einen neuen Klub. Seinen Einstand in der PFL hatte er dann am 26. Februar 2023, wo er auch gleich noch sein erstes Tor zum 1:1 Endstand gegen den Cebu FC machte. Anschließend kam er im Verlauf der Restsaison noch zu vier weiteren Einsätzen. Durch den dritten Platz in der Saison 2022/23 qualifizierte er sich mit seiner Mannschaft auch für die Gruppenphase des AFC Cup 2023/24, wo er auch in fast allen Partien Einsatzzeit bekam. Seine Mannschaft schied am Ende mit einem Punkt als letzter der Gruppe aus dem Wettbewerb aus. Mitte März 2024 verließ er die Philippinen dann wieder, um erneut nach Kanada zurückzukehren. Hier ist er nun seit dem Teil der Mannschaft des Calgary Foothills FC, welche in der drittklassigen League1 Alberta spielen.

### Nationalmannschaft
Mit der philippinischen U-23-Nationalmannschaft nahm er an der Qualifikation für die Asienmeisterschaft 2022 teil. Auch machte er im Februar 2022 noch zwei Einsätze für die Mannschaft bei der AFF-Meisterschaft 2022. Schlussendlich spielte er auch noch bei den Südostasienspielen 2022 für die Mannschaft.
Am 28. März 2023 erhielt er dann auch seinen ersten Einsatz für die A-Nationalmannschaft. Hier wurde er bei einer 0:4-Freundschaftsspielniederlage gegen Jordanien in der 83. Minute für Mark Hartmann eingewechselt.